# Americké psycho
Americké psycho je film Mary Harronové z roku 2000. Jde o filmovou adaptaci kontroverzního románu Americké psycho Breta Eastona Ellise. Hrají zde filmové hvězdy Christian Bale jako Patrick Bateman, Jared Leto, Josh Lucas, Justin Theroux, Bill Sage, Chloë Sevigny, Reese Witherspoonová, Willem Dafoe a Samantha Mathisová. Jeho premiéra proběhla na Sundance Film Festivalu 14. dubna 2000.

## Adaptace románu
Mary Harronová, která předtím režírovala Střelila jsem Andyho Warhola (založeném na příběhu Valerie Solanasové), režírovala psycho a podílela se na scénáři spolu s Guinevere Turnerovou. Tento scénář byl vybrán z dalších tří, mezi které patřil i scénář Ellise. Turnerová se liší od románu jen v Batemanově měsíční chůzi předtím, než zabije Paula Allena. V románu jsou nejoblíbenější interpreti Patricka Batemana Genesis, Huey Lewis & The News a Whitney Houston. Prakticky každá scéna ve filmu je převzata z románu. Jednou ze změn byla jména postav, jež byla pro film pozměněna; jméno Paul Owen se změnilo na Paul Allen a Tim Price změnil na Tim Bryce. V interview Mary Harronová popřela, že by měla obavy, když zjistila že Paul Allen je známá postava v počítačovém byznysu a prohlásila že tím nemyslela nic zlého proti němu.
Mnoho lidí z filmového průmyslu prohlásilo, že tento román je „nefilmovatelný“ kvůli znázornění násilí a sexuálnímu obsahu. Během přípravy filmu bylo osloveno mnoho herců, režisérů a členů štábů pro účast na filmové adaptaci. Harronová a Bale byli původně vybráni, ale Leonardo DiCaprio projevil zájem o hlavní roli. Když produkční společnost Lions Gate Entertainment vydala prohlášení, že DiCaprio bude hvězdou filmu, Harronová odešla z projektu a Oliver Stone projevil zájem film režírovat. Když poté DiCaprio a Stone z projektu odešli, Harronová a Bale se vrátili.
Christian Bale několik měsíců na sobě pracoval, tři hodiny denně trávil s trenérem v posilovně a poté pracoval i na své psychické stránce, aby se stal narcistickým Batemanem.

## Zápletka
Film se odehrává v 80. letech v New Yorku. Patrick Bateman pracuje jako viceprezident finanční společnosti na Wall Street. Jeho hlavní zálibou je péče o svůj zevnějšek. Projeví se ale u něj sadistické sexuální sklony o kterých nemá ponětí ani jeho snoubenka (Reese Witherspoonová), milenka, ba ani sekretářka. Postupně už jej neuspokojuje jen chození s kamarády po diskotékách a luxusních restauracích, ale začne se vyžívat v zabíjení. Kvůli vizitce je schopen zabít svého kamaráda, o prostitutkách a honičce s motorovou pilou nemluvě. Film nahlíží do nitra člověka, který má všechno a v životě mu chybí vzrušení. Ačkoliv pátrá (Willem Dafoe) po jeho kolegovi Paulu Allenovi (Jared Leto) a sekretářka (Chloë Sevigny) nalezne u něj ve stole diář s nákresy vražd, nikdo jej neobviní. Nakonec se se všemi vraždami přizná svému advokátovi, ale ten mu samozřejmě neuvěří.

## Uvažovaní herci a štáb
- Johnny Depp byl přizván do projektu, prvně se Stuartem Gordonem a poté s Davidem Cronenbergem.
- Brad Pitt byl přizván k účasti, s Davidem Cronenbergem jako režisérem a Ellisem jako scenáristou.
- Edward Norton byl uvažován na roli Batemana, ale odmítl to.
- Leonardo DiCaprio jako Patrick Bateman, James Woods jako Donald Kimball a Cameron Diaz jako Evelyn Williams v režii Olivera Stonea a scénářem Matthewa Markwaldera. DiCaprio chtěl odměnu 20 milionů dolarů, s tím ale nesouhlasila režisérka Mary Harronová a kvůli tomu odstoupila od smlouvy a prosazovala do role Christiana Balea. Když Gloria Steinemová přesvědčila DiCapria, aby ve filmu nehrál, na základě toho, že v té době byl po úspěchu Titaniku idolem mnoha mladých teenagerů, tak se Harronová a Bale vrátili (účast Steinemové na filmu je také zajímavá, požadovala, aby hrála nevlastní matku Patricka Batemana).

## Soundtrack
Originální hudbu k filmu složil velšský hudebník John Cale, dále jsou zde zastoupeni umělci jako David Bowie, The Cure a New Order. Píseň skupiny Huey Lewis & The News „Hip to be Square“, která se ve filmu také objevila, na oficiálním soundtracku z právních důvodů není.